# Jubilee Street
Jubilee Street – drugi singel australijskiego zespołu Nick Cave and the Bad Seeds, promujący ich piętnasty studyjny album, Push the Sky Away.

## Notowania
| Lista (2013)                       | Najwyższa pozycja |
| ---------------------------------- | ----------------- |
| Lista Przebojów Programu Trzeciego | 20                |
| Aferzasta Lista Przebojów          | 1                 |
| Młodowschodnia Lista Przebojów     | 3                 |

## Teledysk
W wideoklipie zagrał aktor Ray Winstone. Za reżyserię odpowiada John Hillcoat. Teledysk opublikowano premierowo w serwisie YouTube 4 lutego 2013.